# Batalla de Formentera
La batalla de Formentera de 1529 fue una de las batallas entre el Imperio Habsburgo y el Imperio otomano.

## Antecedentes
Uno de los proyectos más importantes del Imperio otomano en el siglo XVI fue la evacuación y realojo de algunos de los musulmanes y judíos del Reino de Valencia tras la derrota del último reducto árabe en España por los Reyes Católicos.
Aydın Reis, conocido como Cachidiablo o Caccia Diavolo, participó en este proyecto y en 1529, en colaboración con Salah Reis comenzó a recoger en secreto a criptomusulmanes y sus bienes desde el puerto de Oliva a tierras otomanas, al mismo tiempo llevando a cabo saqueos y caza de esclavos a la berberisca por la región. Aprovechaban que la atención de la armada española estaba puesta en el viaje del emperador Carlos a Italia.

## Movimientos previos
Cachidiablo fue alertado de la presencia de ocho galeras mandadas por Rodrigo de Portuondo, Capitán de Galeras de Granada, que regresaba de Génova y había permanecido en su busca al oír sobre sus saqueos en Ibiza. El turco, con su flota embarazada de pasajeros y bienes robados, trató de poner rumbo a Argel, pero el viento no le acompañó, forzándole a esconderse en una cala Formentera. Allí Aydin vio llegar la flota de Portuondo, por lo que abandonó a los no combatientes y su carga y ordenó una desbandada general de la flota. Portuondo le persiguió.

## Batalla
Portuondo se esforzó imprudentemente por dar caza a la flota turca, pero sus galeotes, en su mayoría recientes prisioneros franceses de las Guerras Italianas, no estaban acostumbrados al esfuerzo, por lo que no pudo mantener la formación. Las naves españolas comenzaron a separarse unas de las otras, y la de Portuondo quedó sola en cabeza, de modo que, cuando Aydin vio su oportunidad, dio media vuelta y atacó la nave insignia española. La galera se vio asediada por tres de las fustas turcas y capturada con rapidez, y cuando las demás se acercaron tratando de auxiliarlas, las fue tomando una a una de la misma manera.

## Consecuencias
Siete de las ocho galeras fueron capturadas y los soldados trasladados para ser esclavizados en la recientemente capturada Argel. Como consecuencia de la muerte de Portuondo, la corona de España puso al frente de la escuadra de Granada a Álvaro de Bazán el Viejo.